# Libertarismo conservatore
Il libertarismo conservatore, noto anche come conservatorismo libertario o, in inglese, conservatarianism ("conservatarianismo"), è una filosofia politica che combina conservatorismo e libertarianismo, che rappresenta l'ala libertariana del conservatorismo e viceversa. Il conservatorismo libertario sostiene la piena libertà economica e poca regolamentazione governativa della vita sociale, rispecchiando il liberalismo classico e il laissez-faire, ma con una filosofia più conservatrice sociale che enfatizzi l'autorità e il dovere.
Originario e in via di sviluppo negli Stati Uniti, il conservatorismo libertario dà la priorità alla libertà, promuovendo la libera espressione, la libertà di scelta, il capitalismo e il libero mercato per raggiungere fini conservatori e respingere l'ingegneria sociale liberale.
Il conservatorismo libertario può essere anche inteso come la promozione della società civile attraverso istituzioni e autorità conservatrici - come la famiglia, il paese, la religione e l'educazione - nel tentativo libertario di ridurre il potere statale.

## Filosofia
Nella scienza politica, il termine conservatorismo libertario si riferisce a ideologie che combinano la difesa di principi economici come il teorema di Haavelmo, il rispetto dei contratti, la difesa della proprietà privata e del libero mercato con il tradizionalismo per quanto concerne ai temi dell'auto-aiuto, della libertà di scelta in una società capitalista liberale e liberista con principi sociali come l'importanza della religione e il valore della moralità tradizionale, il tutto in un contesto di governo limitato, costituzionale e rappresentativo. Per l'autrice americana Margaret Randall, il conservatorismo libertario è partito come espressione dell'individualismo e della richiesta di libertà personale.
Il libro "Freedom and Virtue: The Conservative/Libertarian Debate", di George W. Carey, descrive "la tensione tra libertà e moralità" come "la principale linea di faglia che divide le due filosofie".
Nelson Hultberg ha scritto che esiste un "terreno filosofico comune" tra libertari e conservatori. Secondo Hultberg, "il vero movimento conservatore era, sin dall'inizio, una miscela di libertarismo politico, conservatorismo culturale e non-interventismo lasciato in eredità dai Padri fondatori". Ha dichiarato che tale conservatorismo libertario è stato "dirottato" dal neoconservatorismo "dagli stessi nemici che avrebbe dovuto combattere: fabiani, sostenitori del New Deal, welfaristi, progressisti, globalisti, interventisti, militaristi, nation builders e tutto il resto del genere collettivista che lavorava assiduamente per distruggere la Repubblica degli Stati dei Fondatori".
L'economista esponente della scuola austriaca Thomas DiLorenzo ha scritto che i costituzionalisti conservatori libertari credono che il modo per limitare il governo sia di applicare la Costituzione degli Stati Uniti. Tuttavia, DiLorenzo li ha criticati scrivendo: "Il difetto fatale nel pensiero dei costituzionalisti libertari/conservatori deriva dalla loro inconsapevolezza o ignoranza intenzionale di come i fondatori stessi credevano che la Costituzione potesse essere applicata: dai cittadini dei liberi, indipendenti e sovrani Stati, non dalla magistratura federale". Scrisse che i poteri maturati al governo federale durante la guerra di secessione americana rovesciarono la Costituzione del 1787.
Negli anni '50, Frank Meyer, collaboratore del National Review, chiamò la sua combinazione di libertarianismo e conservatorismo fusionismo.
Negli anni '90 Lew Rockwell, Murray Rothbard ed altri descrissero le loro opinioni conservatrici libertarie come paleolibertarianismo. Continuarono l'opposizione libertaria a "tutte le forme di intervento del governo - economico, culturale, sociale, internazionale", ma sostenendo anche il conservatorismo culturale nel pensiero e nel comportamento sociale. Si opposero a un licenzioso libertarismo che sosteneva "la libertà dalla moralità borghese e l'autorità sociale". Rockwell in seguito dichiarò di aver abbandonato quell'autodescrizione perché la gente la confondeva con il paleoconservatorismo che respingevano.
Il governatore della California e futuro presidente degli USA Ronald Reagan fece appello ai libertari americani in un'intervista del 1975 a Reason quando disse: "Credo che il cuore e l'anima del conservatorismo sia il libertarismo". Tuttavia, il presidente Reagan ha trasformato il grande deficit commerciale degli Stati Uniti in debito e gli Stati Uniti sono diventati una nazione debitrice per la prima volta dalla prima guerra mondiale sotto l'amministrazione Reagan.
Il filosofo Edward Feser ha sottolineato che il libertarismo non richiede agli individui di rifiutare i tradizionali valori conservatori. Il libertarismo sostiene, a suo parere, le idee di libertà, privacy e fine della guerra alla marijuana a livello legale senza cambiare i valori personali.
Il partito polacco KORWiN e il suo leader Janusz Korwin-Mikke sono stati associati ad idee di libertarismo conservatore e nazionalista.

### Economia
Il conservatorismo libertario sottoscrive l'idea libertaria di capitalismo di libero mercato, sostenendo l'interferenza del governo minima o nulla sul mercato. Numerosi conservatori libertari sono favorevoli all'economia austriaca e criticano il concetto di moneta legale. I conservatori libertari sostengono, ove possibile, anche la privatizzazione di servizi tradizionalmente gestiti o forniti dal governo, dagli aeroporti e dai sistemi di controllo del traffico aereo alle strade a pedaggio e ai caselli.

## Personalità libertarie conservatrici
Friedrich von Hayek, Ludwig von Mises, Milton Friedman, Richard Posner, Walter E. Williams, Richard Epstein, Thomas Sowell e Albert Jay Nock sono stati descritti come conservatori libertari. L'ex membro del Congresso degli USA Ron Paul e suo figlio, il senatore Rand Paul, sono stati descritti come personalità che combinano idee conservative e libertarie del minarchismo e che mostrano come la Costituzione degli Stati Uniti difenderebbe le opinioni individuali e più libertarie.